# Меморіальні дошки Бара

## Меморіальні дошки містаБарВінницької області

### На честь людей
| Зображення | Кому присвячено, короткі відомості | Адреса                                                                                     | Дата встановлення   |
|            | Горбатий Павло Анастасович, український радянський педагог, методист у галузі математики, заслужений вчитель Української РСР, лауреат премії ім. К. Д. Ушинського. | Вулиця Героїв Майдану, 13. На будівлі Барського ліцею № 2                                  |                     |
|            | Грушевський Михайло Сергійович, український історик, громадський та політичний діяч. | Майдан Грушевського 1. На будівлі Барського гуманітарно-педагогічного коледжу              | 2007 рік            |
|            | Гуршал Петро Миколайович, воїн-афганець, нагороджений орденом Червоної Зірки (посмертно). | Вулиця Гагагріна, 15. На будівлі Барської ЗОШ № 1.                                         | лютий 2016 року     |
|            | Делімарський Юрій Костянтинович, український хімік, академік АН УРСР, заслужений діяч наук УРСР, директор Інституту загальної та неорганічної хімії імені В. І. Вернадського НАН України. Пам'ятна стела з барельєфним портретом та меморіальним написом (кована мідь, автор Михайло Площанський). | Вулиця Героїв Майдану, 5. На будівлі Барської ЗОШ № 4.                                     | 2006 рік            |
|            | Комаров Валентин Олександрович (1938—2007), заслужений лікар України, видатний хірург, почесний громадянин міста Бар. | Вулиця Комарова, 5. Житловий будинок, у якому проживав Комаров В. О. з 1969 по 2007 роки.  | 2009 рік            |
|            | Ніколаєв Вадим Юрійович (1999—2023), старший солдат, учасник російсько-української війни | Вулиця Героїв Майдану, 5. Будівля Загальноосвітньої школи № 4, де навчався В. Ю. Ніколаєв. | 11.12.2023 р.       |
|            | Токарчук Андрій Петрович (1983—2022), лейтенант, командир стрілецької роти, учасник російсько-української війни, лікар-стоматолог. | Вулиця Героїв Майдану, 5. Будівля Загальноосвітньої школи № 4, де навчався А. П. Токарчук. | 17.11.2022 р.       |
|            | Тунік Микола Тарасович, очільник Барського району з 1962 по 1971 роки. | Вулиця Героїв Майдану, 7. На будівлі Барського коледжу транспорту та будівництва           | 1 вересня 2009 року |
|            | Воїнам-барчанам, що загинули в Афганістані: Буняку В. І., Герасимчуку В. І., Гуршалу П. М., Марущаку А. Д., Савчуку Ю. М. | Площа Пам'яті, на пам'ятнику воїнам-афганцям                                               | 14 жовтня 2014 року |
|            | Пам'яті учасників Барської конфедерації: Юзефу Пуласкі, Казімєжу Пуласкі, о. Мареку Яндоловічу, єпископу Адаму Красінському. До 250-ї річниці (1768—2018). | Вулиця Гагаріна 4, Польський дім                                                           | 11 травня 2017      |

### На честь подій
| Зображення | Кому присвячено, короткі відомості                           | Адреса                                       | Дата встановлення |
|            | Присвячена 475-й річниці надання м. Бар Магдебурзького права | Вулиця Героїв Майдану 6, Барська міська рада | 9 вересня 2016 р. |